# Polylopha
Polylopha is een geslacht van vlinders van de familie bladrollers (Tortricidae), uit de onderfamilie Chlidanotinae.

## Soorten
- P. cassiicola Liu & Kawabe, 1993
- P. epidesma Lower, 1901
- P. hypophaea Diakonoff, 1974
- P. oachranta Diakonoff, 1974
- P. ornithopora (Diakonoff, 1953)
- P. phaeolopha (Turner, 1925)
- P. porpacias (Meyrick, 1908)
- P. sichnostola Diakonoff, 1984